# Jusant
Jusant é um jogo eletrônico de plataforma da Don't Nod . O jogador controla um andarilho solitário enquanto escala uma torre desolada, cheia de artefatos de civilizações do passado. Foi lançado no outubro de 2023 para Xbox Series X e Series S, PlayStation 5 e Microsoft Windows.

## Jogabilidade
A torre é dividida em diferentes biomas, cada um com mecânicas e desafios de travessia únicos. À medida que o jogador sobe na torre, ele descobrirá mais sobre a civilização que residia lá e o que. O jogador pode colocar pitons com um botão, pegando-os caso caiam ou fiquem sem resistência. Os gatilhos são usados para colocar a mão durante a escalada. 
Ao manter pressionado um botão, o personagem do jogador salta, gastando uma grande quantidade de resistência no processo.  Periodicamente, o jogador pode soltar cordas em áreas por onde já passou, facilitando o retrocesso. Ao longo do jogo, o jogador é acompanhado por um companheiro chamado Ballast, que é descrito pela equipe como “uma criatura feita inteiramente de água”.  O lastro revelará pistas e “acordará a natureza”, abrindo novos caminhos para os jogadores usarem e explorarem.

## Desenvolvimento
Justant foi anunciado para o outono de 2023 no Xbox Gaming Showcase 2023 em 11 de junho de 2023. Don't Nod revelou simultaneamente as plataformas. Uma demo do jogo foi lançada no Steam logo após o anúncio. O jogo não tinha diálogo e, portanto, dependia fortemente de uma narrativa ambiental. Justant está programado para ser lançado em 31 de outubro de 2023 para Xbox Series X/S, PlayStation 5 e Microsoft Windows.

## Recepção
Eurogamer, “Aquele apertar os gatilhos também o torna densamente físico. Sinto, de alguma forma, a exaustão do escalador, porque estou segurando essa coisa junto com eles".